# Len Langford
Leonard Langford (30 tháng 5 năm 1899 - 26 tháng 12 năm 1973) là một cầu thủ bóng đá người Anh. Ông thường thi đấu ở vị trí thủ môn. Ông sinh ra ở Alfreton, Derbyshire, thi đấu cho Manchester City, Manchester United, và Nottingham Forest.